# San Fabián (Chili)
San Fabián is een gemeente in de Chileense provincie Punilla in de regio Ñuble. San Fabián telde 4.308 inwoners in 2017 en heeft een oppervlakte van 1568 km².